# Prettigovia

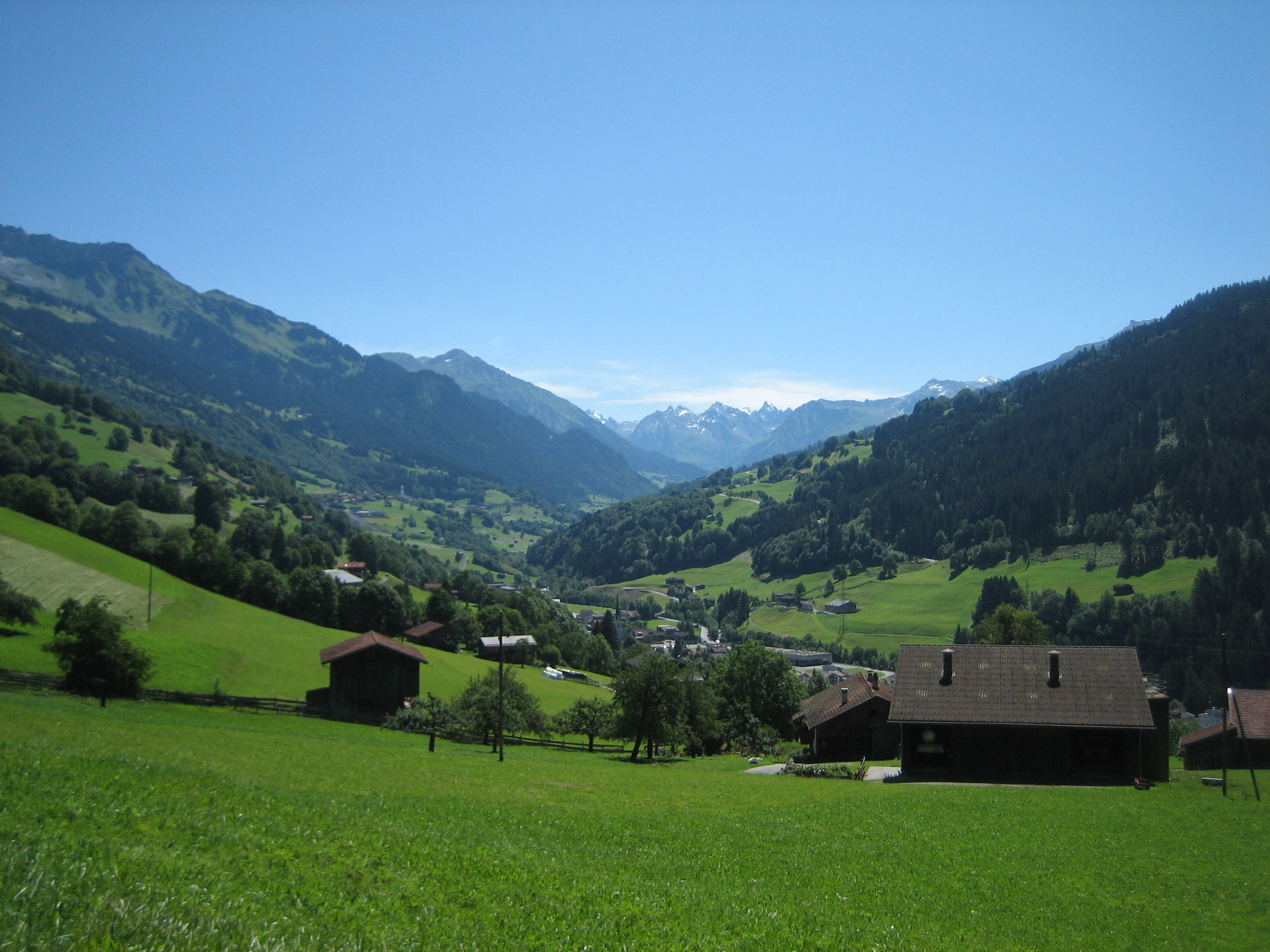
Prettigovia osservata da Küblis verso Sud

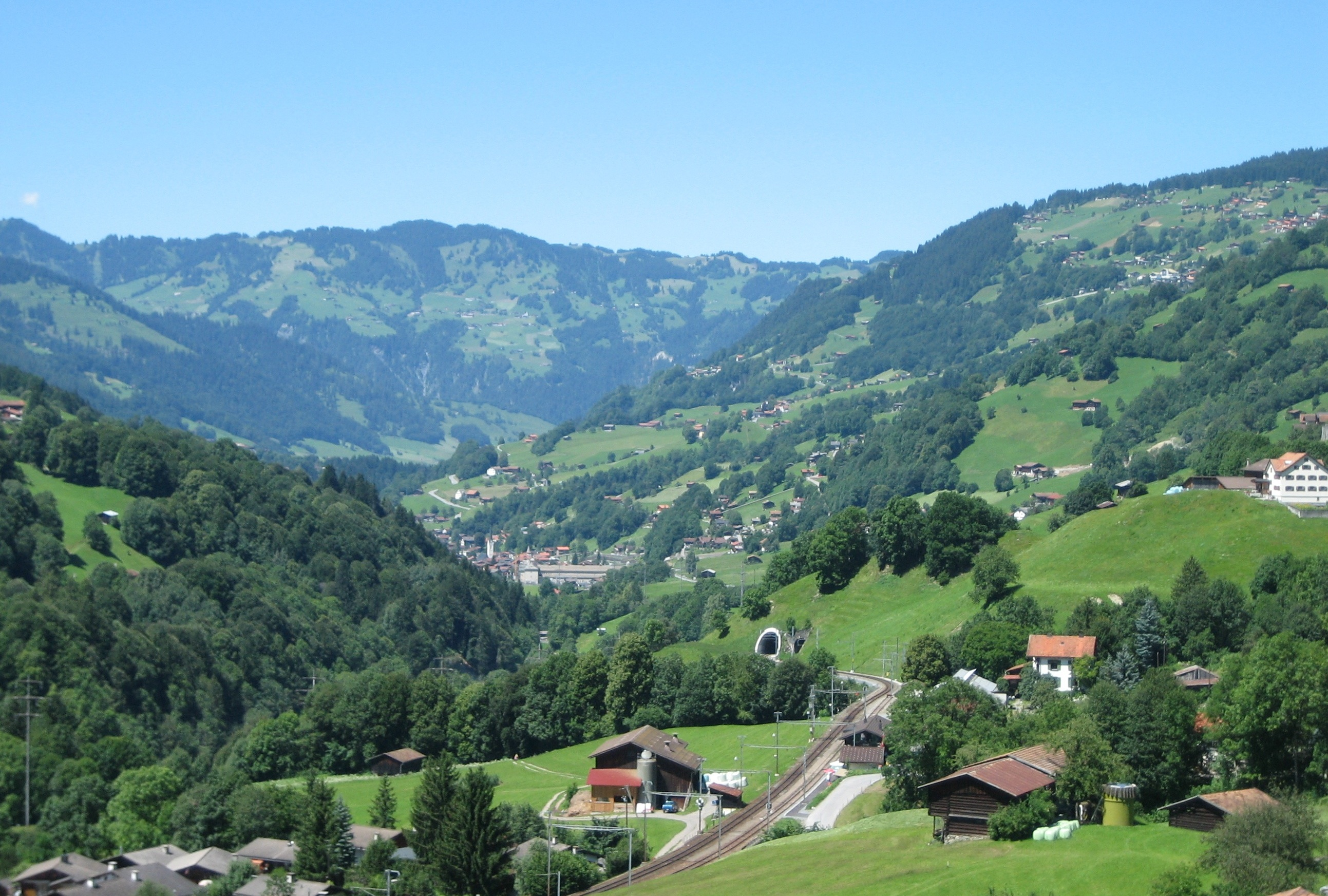
Prettigovia osservata da Saas im Prättigau verso Nord

La Prettigovia (in tedesco Prättigau, anticamente anche Prätigau; in romancio Partenz) è la regione nel Canton Grigioni composta dalla valle del Landquart e parte del distretto Prettigovia/Davos.

## Geografia
La regione è lunga all'incirca 40 chilometri e la sua popolazione è di madrelingua tedesca e in prevalenza di confessione riformata. Le località più importanti sono Klosters, Küblis e Schiers. A nord si trova il massiccio calcareo del Reticone.

## Storia
Nel Basso Medioevo ci fu l'immigrazione vallesana e fino al XVII secolo la cultura romancia precedente fu germanizzata.

## Mezzi di comunicazione
L'intera vallata è percorsa dalla linea ferroviaria Landquart - Davos della Ferrovia Retica e a lato si trova il sentiero alpino Prättigauer Höhenweg. 
Il giornale regionale è il Prättigauer und Herrschäftler.

## Comuni della Prettigovia
| - Conters im Prättigau - Fanas - Fideris - Furna - Grüsch | - Jenaz - Klosters - Küblis - Luzein - Saas im Prättigau | - Schiers - Seewis im Prättigau - Sankt Antönien - Valzeina |